# Islam Shah Suri
Islam Shah Suri (reinado: 1545-1554) fue el segundo gobernante de la dinastía Sur que gobernó parte de la India en el siglo de mid-16th. Su nombre original era Jalal Khan y fue el segundo hijo de Sher Shah Suri

## Historia
A la muerte de su padre, una reunión de emergencia de los nobles eligió a Jalal Khan para ser el sucesor en lugar de su hermano mayor, Adil Khan, ya que había mostrado una mayor capacidad militar. Jalal Khan fue coronado el 26 de mayo de 1545 y se le dio el título "Islam Shah". Él todavía estaba preocupado de que su hermano podría amenazar su poder y trató de que lo capturaran. Pero Adil Khan evadió su captura y levantó un ejército. Marchó contra Islam Shah cuando estaba en Agra. En la batalla Islam Shah salió victorioso y Adil Khan huyó, para nunca ser visto otra vez.
El apoyo que algunos de los nobles había dado a su hermano los hizo sospechosos de traición contra Islam Shah por lo que cruelmente purgó sus filas, subordinando a la nobleza a los deseos y órdenes de la corona. Él continuó la política de su padre de tener administración eficiente y mayor centralización. Tuvo pocas oportunidades para mostrar su genio campaña militar, el fugitivo emperador mogol Humayun , a quien su padre había destronado, sólo tuvo un intento de atacarlo, que fue fallido.

## Muerte
Islam Shah murió el 22 de noviembre de 1554. Fue sucedido por su hijo Firuz Shah Suri, que sólo tenía doce años. A los pocos días el gobernante fue asesinado por el sobrino de Sher Shah, Khan Muhammad Mubariz, quien ascendió al trono como Muhammad Adil Shah. 

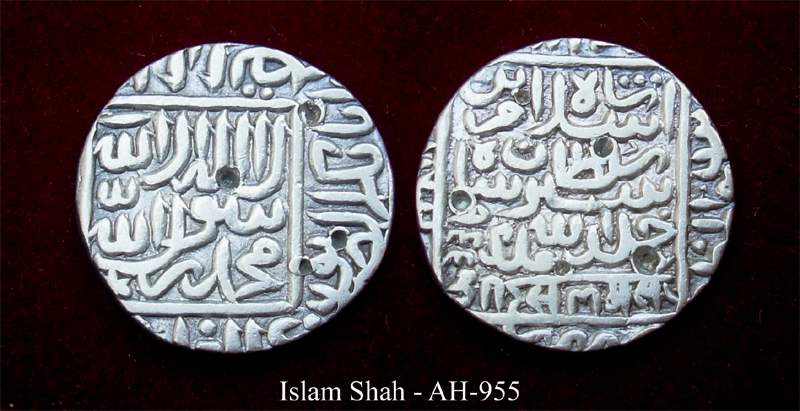
Rupia de Islam Shah